# 北嶺山
北嶺山（ほくれいざん）は北海道上川郡比布町と愛別町に跨る山。標高671.6メートル

## 概要
比布町の北東側に広がる森林地帯に位置しており、西麓にはぴっぷスキー場や、温泉施設などを併設したキャンプ場のグリーンパークぴっぷが設置されるなど、比布町の観光拠点でもある。山頂までは民有林林道の北嶺線（通称・ほくれいスカイロード）で結ばれており、大雪山や上川盆地を一望できる。
西側には高鞍山（358.8メートル）、東側には伏古山（648.4メートル）があって、高鞍山との間には石狩川水系の比布川が流れており、南東側の山麓方向には石狩川水系・愛別川へと流れ込む複数の河川が流下。また、南麓には旭川紋別自動車道の比布北インターチェンジが位置している。